# جاكي غالاغير
جاكي غالاغير (بالإنجليزية: Jackie Gallagher)‏ (6 أبريل 1958 في المملكة المتحدة - ) هو لاعب كرة قدم بريطاني في مركز الهجوم. لعب مع درودا يونايتد ونادي بيتربورو يونايتد ونادي توركي يونايتد ووولفرهامبتون واندررز ونادي إيسترن سبورتس ونادي كيترينغ تاون وغرانتهام تاون ‏ ولينكولن سيتي أف سي ونادي كينغز لين وChatteris Town F.C. ‏ ونادي ديس تاون ‏ وFakenham Town F.C. ‏ وWisbech Town F.C. ‏ ونادي بوسطن يونايتد.